# Mosaisk
Mosaisk användes som ersättning för ordet "judisk" i begrepp som exempelvis "Mosaisk trosbekännare"  och "Mosaisk församling" under en hundraårsperiod, från kort före mitten av 1800-talet fram till efter andra världskriget, varefter begreppet har kommit ur bruk och åter ersatts av begrepp som "judisk församling". 
Uttrycket avsåg, genom att anknyta till religionsstiftaren Moses namn, att betona den konfessionella snarare än den etniska (det vill säga judiska) identiteten hos judarna i Sverige och andra europeiska länder där motsvarande begrepp användes (till exempel tyska "Mosaisch") och där judarna i stället ville se sig som medborgare i de nationalstater i vilka de var bosatta, men av annan religion. I Sverige hade judarna tidigare ofta omtalats som den "judiska nationen" och snarast betraktats som en främlingskoloni, vilket förändrades i och med judereglementets upphävande år 1838.